# Władimir Stolnikow
Władimir Grigorjewicz Stolnikow (ros. Владимир Григорьевич Стольников, ur. 12 marca 1934 w Leningradzie, zm. 30 marca 1990 tamże) – radziecki bokser, dwukrotny medalista mistrzostw Europy.

## Kariera sportowa
Walczył w wadze muszej (do 51 kg). Wystąpił w niej na mistrzostwach Europy w 1955 w Berlinie Zachodnim, gdzie przegrał w ćwierćfinale z późniejszym mistrzem Edgarem Baselem. Na igrzyskach olimpijskich w 1956 w Melbourne pokonał Edgara Basela i przyszłego zawodowego mistrza świata Salvatore Burruniego, a w ćwierćfinale przegrał z późniejszym złotym medalistą Terrym Spinksem.
Zdobył brązowy medal na mistrzostwach Europy w 1959 w Lucernie. Pokonał m.in. Mirceę Dobrescu w ćwierćfinale, a w półfinale przegrał z Gyulą Törökiem. Na kolejnych mistrzostwach Europy w 1961 w Belgradzie pokonał kolejno Alana Rudkina z Anglii, Dobrescu i Fritza Cherveta ze Szwajcarii, a w finale przegrał z Włochem Paolo Vaccą zdobywając srebrny medal.
Był mistrzem ZSRR w wadze muszej w 1955, 1956, 1957, 1958 i 1961.